# Сики
Сики (яп. 志木市 Сики-си) — город в Японии, находящийся в префектуре Сайтама. Площадь города составляет 9,06 км², население — 71 859 человек (1 августа 2014), плотность населения — 7931,46 чел./км².

## Географическое положение
Город расположен на острове Хонсю в префектуре Сайтама региона Канто. С ним граничат города Сайтама, Асака, Ниидза, Фудзими и посёлок Миёси.

## Население
Население города составляет 71 859 человек (1 августа 2014), а плотность — 7931,46 чел./км². Изменение численности населения с 1980 по 2005 годы:
| 1980 | 50 925 чел. |  |
| 1985 | 58 935 чел. |  |
| 1990 | 63 491 чел. |  |
| 1995 | 64 430 чел. |  |
| 2000 | 65 076 чел. |  |
| 2005 | 67 448 чел. |  |

## Символика
Деревом города считается османтус, цветком — рододендрон.